# الجمالية (الدقهلية)
الجمالية مدينة مصرية تتبع محافظة الدقهلية إدارياً وهي قاعدة مركز الجمالية. تقع المدينة على الشاطئ الغربي للبحر الصغير شرق محافظة الدقهلية على ضفاف بحيرة المنزلة. المهنة الأساسية لسكان المدينة هي الصيد فتشتهر المدينة بالسمك وبكثرة الصيادين والزراعة.

## التاريخ
توجهت قوات الحملة الفرنسية إلى بلاد بحيرة المنزلة لإخضاعها فمرت بالجمالية فحاربهم أهلها فأطلقوا النار على السفن الفرنسية بالبحر الصغير وأمطروها بالحجارة، وبعد قتال استمر أربع ساعات أجبر الفرنسيين على الانسحاب، ولكن قبل انسحابهم أضرموا النار بالمدينة. قدر قتلى الفرنسين بخمسة قتلى وخمسة عشر جريحا، ونحو 500 من الأهالي. المدينة الحالية مكونة من جزئين الجمالية وكفر الجمالية الذي فصل عنها ثم عاد إليها سنة 1903، عندما أنشئ مركز المنزلة سنة 1929 ضمت إليه فصلًا عن مركز دكرنس ثم حولت إلى المدينة عام 1979 وإلى مركز منفصل سنة 1992.

## السكان
بلغ عدد سكان المدينة 101,750 نسمة في تقدير يوليو 2024 منهم 51,844 ذكر و49,906 أنثى.
| السنة | عدد السكان | السنة | عدد السكان |
| ----- | ---------- | ----- | ---------- |
| 1882  | 4143       | 1986  | 45,081     |
| 1897  | 5092       | 1996  | 58,524     |
| 1927  | 11,910     | 2006  | 71,650     |
| 1947  | 17,313     | 2017  | 87,089     |
| 1960  | 23,156     | 2024  | 101,750    |
| 1976  | 22,317     |       |            |

## الأعلام
- عمر عبد الرحمن (1938 - 2017) عالم أزهري والزعيم الروحي للجماعة الإسلامية.[18]